# Верско добротворно старатељство
Верско добротворно старатељство (ВДС) хуманитарна је организација која делује у оквиру Српске православне цркве.
Прво ВДС је основано при Архиепископији београдско-карловачкој и отпочело је са радом 1967. по благослову тадашњег патријарха српског Германа. Данас, ВДС постоје и у другим епархијама Српске православне цркве.

## Организација
На челу архиепископијског ВДС-а стоји патријарх српски као председник, који врши надзор и лично оцењује свеукупну делатност организације. Он даје одобрења и благослов за реализацију одлука донесених на седницама Управног одбора и Скупштине, као и у случају непредвиђених ситуација. Управни одбор је оперативни орган који спроводи у живот све одлуке патријарха и Скупштине. Чине га 12 изабраних лица распоређених по ресорима. Скупштина је највиши орган Верског добротворног старатељства. Сазива и отвара је председник (патријарх) једном или више пута годишње. Поред патријарха, скупштински чланови су и: викарни епископи, архијерејски намесници, старешине храмова и још два делегата и представници свих седам ресора из реда заслужних лаика.
У састав архиепископијског ВДС-а улази и Секретаријат којим руководи генерални секретар, као и седам ресора. На челу сваког ресора се налази организатор — предводник у раду који има своје чланове помоћнике (од 10 до 15 чланова).
Верско добротворно старатељство је основано 23. априла 2014. године и у Архијерејском намесништву брчанском Епархије зворничко-тулзанске. Организовано је у шест ресора (верска просвета, породица, брак и васпитање, харитативни рад, правно саветовалиште, мисијска делатност и координација). Председник брчанског ВДС-а је епископ зворничко-тузлански Хризостом (Јевић), а потпредседник архијерејски намесник брчански.
Верско добротворно старатељство је основано 12. фебруара 2015. године и у Епархији тимочкој одлуком оснивачке скупштине, а са благословом епископа тимчког Илариона (Голубовића). Тимочко ВДС је организовано у седам ресора. Старатељство постоји и у Епархији нишкој. Основано је благословом епископа нишког Јована (Пурића) крајем 2013.